# ماريو كارت آركيد جي بي
ماريو كارت آركيد جي بي (بالإنجليزية: Mario Kart Arcade GP)‏ عبارة عن سلسلة فرعية من سلسلة ألعاب ماريو كارت، تم تطويرها ونشرها بواسطة نامكو ولاحقًا بانداي نامكو غيمز بموجب ترخيص من نينتندو. في جميع الأجزاء، ومقابل رسوم إضافية، يمكن حفظ بيانات اللاعب على بطاقة ممغنطة يمكن إدخالها في الجهاز مرة أخرى لاحقًا للاحتفاظ بالعناصر والسجلات غير المؤمنة. كان لـ نينتندو دور محدود في التطوير، خاصة لأغراض مراقبة الجودة. تحتوي خزانة الألعاب في هذه اللعبة على كاميرا تلتقط صورة لوجه اللاعب. يمكن تخصيص الصورة ثم عرضها فوق شخصية اللاعب أثناء السباقات متعددة اللاعبين.
تمت ملاحظة اللعبة الأولية، ماريو كارت آركيد جي بي، لكونها أول لعبة ماريو كارت تتميز بشخصيات كروس أوفر قابلة للعب: باكمان من نامكو.

## الألعاب
بدأت السلسلة الفرعية ماريو كارت آر بي جي في عام 2005 بإصدار ماريو كارت آر بي جي. تبعت اللعبة ثلاثة أجزاء: ماريو كارت آركيد جي بي 2 (2007) وماريو كارت آركيد جي بي دي إكس (2013) و ماريو كارت آركيد جي بي في آر (2017).
| اللعبة                        | المطور                  | تاريخ الإصدار  | تاريخ الإصدار   | تاريخ الإصدار                  |
| اللعبة                        | المطور                  | اليابان        | أمريكا الشمالية | منطقة بال                      |
| ----------------------------- | ----------------------- | -------------- | --------------- | ------------------------------ |
| ماريو كارت آركيد جي بي        | نامكو                   | 19 نوفمبر 2005 | 10 أكتوبر 2005  | 2005                           |
| ماريو كارت آركيد جي بي 2      | بانداي نامكو غيمز       | 14 مارس 2007   | 2008            | 2007                           |
| ماريو كارت آركيد جي بي دي إكس | بانداي نامكو غيمز       | 25 يوليو 2013  | 2014            | 2017 (أوروبا)                  |
| ماريو كارت آركيد جي بي في آر  | بانداي نامكو إنترتينمنت | 14 يوليو 2017  | 1 أكتوبر 2018   | 3 أغسطس 2018 (فرنسا، بريطانيا) |

### ماريو كارت آركيد جي بي
ماريو كارت آركيد جي بي (بالإنجليزية: Mario Kart Arcade GP)‏ هي اللعبة الأولى في السلسلة. تم تصميمه في الأصل للأركيد ترايفورس (تُستخدم أيضًا لـ إف-زيرو أي إكس) من تطوير نامكو، يمكن للاعبين التسابق كواحد من أحد عشر شخصيةً على أربعة وعشرين مسارًا.
يوجد إجمالي ستة أوضاع من السباقات، مع أربعة مسارات في كل منها، بإجمالي أربعة وعشرين. الكؤوس هي كأس ماريو وكأس واريو وكأس باك مان وكأس دونكي كونغ وكأس باوزر وكأس قوس المطر القابل للفتح. بعد اكتمال المسار، يجب على اللاعب إدخال أرصدة إضافية لمواصلة اللعبة، حتى لو تم تحقيق المركز الأول. بعد الانتهاء من جميع السباقات الأربعة من كل مرحلة، تظهر "لعبة التحدي"، حيث يُطلب من اللاعب إكمال مهمة معينة؛ يتطلب كل منهم من اللاعب أن يقود إلى هدف في فترة زمنية معينة تحت ظروف معينة، مثل القيادة للخلف عبر حقل من قشور الموز.
عندما يضرب اللاعب أحد مربعات العناصر المنتشرة في جميع المسارات، يتم منح اللاعب أحد العناصر الثلاثة المختارة في بداية السباق. تتميز اللعبة بالعناصر الجديدة والقديمة. تنفرد هذه اللعبة بميزة قفل العناصر.
تنفرد هذه اللعبة أيضًا بدرع مؤقت يتم إنتاجه أثناء الانزلاق القوي والذي يحمي اللاعبين من العناصر التي يلقيها المتسابقون الآخرون عليهم.
تضم اللعبة جميع الشخصيات الثمانية القابلة للعب من ماريو كارت 64، بالإضافة إلى شخصيات الضيوف باك مان ومس باك مان والشبح الأحمر (بلينكي) ليصبح المجموع أحد عشر. جاءت معظم المؤثرات الصوتية للعبة من ماريو كارت: دبل داش بما في ذلك مؤقت العد التنازلي قبل السباق لبدء السباق.

### ماريو كارت آركيد جي بي 2
ماريو كارت آركيد جي بي 2 (بالإنجليزية: Mario Kart Arcade GP 2)‏ هي اللعبة الثانية في سلسلة ألعاب ماريو كارت آركيد جي بي التي تم إصدارها في عام 2007. كانت اللعبة هي الأولى في السلسلة التي تم تطويرها ونشرها بواسطة بانداي نامكو غيمز. استخدمت اللعبة لنظام الآركيد ترايفورس.
وتتميز اللعبة بخصائص كاميرا "Nam Cam" من سابقتها، وأوضاع صعوبة 50 سم مكعب، و 100 سم مكعب، و 150 سم مكعب ، بالإضافة إلى عناصر جديدة. أثناء السباقات، يوجد تعليق ملون، يمكن تشغيله أو إيقافه في أي وقت قبل بدء السباق. في النسخة اليابانية من اللعبة، يتم ذلك بواسطة الممثل الصوتي الياباني البارز والشخصية التي تظهر على الشاشة كويتشي ياماديرا. في النسخة الإنجليزية، قام بذلك جاستن بيرتي. تعود جميع الشخصيات الأحد عشر من الجزء الأول، إلى جانب شخصيات جديدة مثل والويجي من سلسلة ماريو و ماميتشي من سلسلة تماغوتشي. كما تظهر جميع الكؤوس من المباراة الأولى، مع إضافة كأسين جديدين هما كأس يوشي وكأس والويجي.

### ماريو كارت آركيد جي بي دي إكس
ماريو كارت آركيد جي بي دي إكس (بالإنجليزية: Mario Kart Arcade GP DX)‏ هي اللعبة الثالثة من سلسلة ماريو كارت آركيد جي بي، والذي تم إصداره في الأروقة اليابانية في 25 يوليو 2013، وفي أروقة أمريكا الشمالية وأوروبا في عام 2014 (تم الإعلان عنها سابقًا في نهاية عام 2013)، ولكن اللعبة كانت متاحة في جميع مطاعم ديف أند باسترز من 16 فبراير 2014 حتى أبريل 2014.
تتميز اللعبة بعشر دورات أعيد تصميمها، بالإضافة إلى ميزات مقدمة في ماريو كارت 7 مثل الطائرات الشراعية والسباق تحت الماء. إلى جانب غراند بريكس وباتل مود، تقدم اللعبة وضعين جديدين؛ ألتير-إيغو والفريق. يستخدم وضع ألتير-إيغو وظائف عبر الإنترنت للسماح للاعبين بالسباق ضد سجلات الأشباح التي سبق تعيينها من قبل لاعبين آخرين. يسمح وضع الفريق للاعبين بمواجهة خصمين يتحكم فيهما الكمبيوتر. يمكن للاعبين الجمع بين عربات الكارتين الخاصة بهم لتشكيل كارت أكثر قوة، حيث يقود أحد اللاعبين والآخر دور المدفعي، على غرار ماريو كارت: دبل داش.
يعود تعليق السباق في هذه اللعبة وهذه المرة، يتم التعبير عنه باللغة اليابانية بواسطة ريكا ماتسوموتو، التي صوتت أيضًا آش كيتشام في النسخة اليابانية من أنمي بوكيمون، وباللغة الإنجليزية لجاك ميرلوزي، الذي لعب في المذيع داخل اللعبة في فاست رايسينغ نيو.

### ماريو كارت آركيد جي بي في آر
ماريو كارت آركيد جي بي في آر (بالإنجليزية: Mario Kart Arcade GP VR)‏ هي رابع لعبة في سلسلة ماريو كارت آركيد جي بي، والذي تم إصداره في الأروقة اليابانية في 14 يوليو 2017. على عكس الألعاب السابقة، تم إصدار ماريو كارت آركيد جي بي في آر فقط في أروقة منطقة الواقع الافتراضي في اليابان، كوريا الجنوبية، المملكة المتحدة، الفلبين، الولايات المتحدة وفرنسا. على عكس ألعاب ماريو كارت السابقة، يتم لعب ماريو كارت آركيد جي بي في آر من خلال استخدام سماعة رأس الواقع الافتراضي ومن منظور الشخص الأول. تم تطوير اللعبة على نظام أركيد إتش تي سي فايف مايكروسوفت ويندوز. على غرار ألعاب ماريو كارت السابقة، يتم التحكم في اللعبة عبر عجلة القيادة ودواسات التسارع والفرامل. بالإضافة إلى ذلك، يتم إلقاء العناصر عن طريق حركات اليد، والتي تسجلها اللعبة بواسطة ملحق بمعصم اللاعب. على سبيل المثال، لرمي القشرة الخضراء، يجب على المرء أن يقوم بحركة رمي بكفه المفتوحة. أيضًا، بدلاً من استخدام مربعات العناصر، تستخدم اللعبة بالونات حمراء وصفراء وخضراء لتخزين العناصر. الطائرات الشراعية موجودة أيضًا، وتستخدم بشكل مشابه لـ ماريو كارت آركيد جي بي دي إكس.

## الشخصيات
| الشخصية      | ماريو كارت آركيد جي بي | ماريو كارت آركيد جي بي 2 | ماريو كارت آركيد جي بي دي إكس | ماريو كارت آركيد جي بي في آر |
| ------------ | ---------------------- | ------------------------ | ----------------------------- | ---------------------------- |
| بيبي ماريو   | لا                     | لا                       | نعم                           | لا                           |
| بيبي بيتش    | لا                     | لا                       | نعم                           | لا                           |
| بلينكي       | نعم                    | نعم                      | لا                            | لا                           |
| باوزر        | نعم                    | نعم                      | نعم                           | لا                           |
| باوزر جونيور | لا                     | لا                       | نعم                           | لا                           |
| الأميرة ديزي | لا                     | لا                       | نعم                           | لا                           |
| دون-تشان     | لا                     | لا                       | نعم                           | لا                           |
| دونكي كونغ   | نعم                    | نعم                      | نعم                           | لا                           |
| كينغ بو      | لا                     | لا                       | نعم                           | لا                           |
| لاكيتو       | لا                     | لا                       | نعم                           | لا                           |
| لويجي        | نعم                    | نعم                      | نعم                           | نعم                          |
| مامتشي       | لا                     | نعم                      | لا                            | لا                           |
| ماريو        | نعم                    | نعم                      | نعم                           | نعم                          |
| ميتل ماريو   | لا                     | لا                       | نعم                           | لا                           |
| مس باك مان   | نعم                    | نعم                      | لا                            | لا                           |
| باك مان      | نعم                    | نعم                      | نعم                           | لا                           |
| بيتش         | نعم                    | نعم                      | نعم                           | نعم                          |
| روزالينا     | لا                     | لا                       | نعم                           | لا                           |
| تود          | نعم                    | نعم                      | نعم                           | لا                           |
| والويجي      | لا                     | نعم                      | نعم                           | لا                           |
| واريو        | نعم                    | نعم                      | نعم                           | لا                           |
| يوشي         | نعم                    | نعم                      | نعم                           | نعم                          |
| المجموع      | 11                     | 13                       | 19                            | 4                            |

## الملاحظات
1. ↑  يتميز كل نموذج من خزانة الأركيد بشخصية واحدة فقط من الشخصيات القابلة للعب. هناك أربعة نماذج أركيد مختلفة متاحة.